# Phygadeuon subspinosus
Phygadeuon subspinosus là một loài tò vò trong họ Ichneumonidae.